# نیووربروخ
نیووربروخ (به هلندی: Nieuwerbrug) یک منطقهٔ مسکونی در هلند است که در بوده‌خرافن-ریوویک واقع شده‌است. نیووربروخ ۱٬۷۶۳ نفر جمعیت دارد.